# Khaled Laâmeche
 (avril 2021).
Si vous disposez d'ouvrages ou d'articles de référence ou si vous connaissez des sites web de qualité traitant du thème abordé ici, merci de compléter l'article en donnant les références utiles à sa vérifiabilité et en les liant à la section « Notes et références ».
Khaled Laâmeche (en arabe : خالد لعميش) est un footballeur algérien né le 23 août 1981 à Sétif. Il évoluait au poste de milieu gauche.

## Biographie
Il évoluait en première division algérienne avec son club formateur, l'ES Sétif, le CS Constantine et enfin le MC El Eulma. Il dispute 90 matchs en inscrivant 10 buts en Ligue 1.

## Palmarès
CS Constantine
- Championnat d'Algérie D2 (1) :
  - Champion Gr. Centre-Est : 2003-04.